# Distretto di Dong (Daegu)
Dong (Hangŭl: 동구; Hanja: 東區) è un distretto di Daegu. Ha una superficie di 182,35 km² e una popolazione di 342.092 abitanti al 2012.